# Indie Brytyjskie na Letnich Igrzyskach Olimpijskich 1924

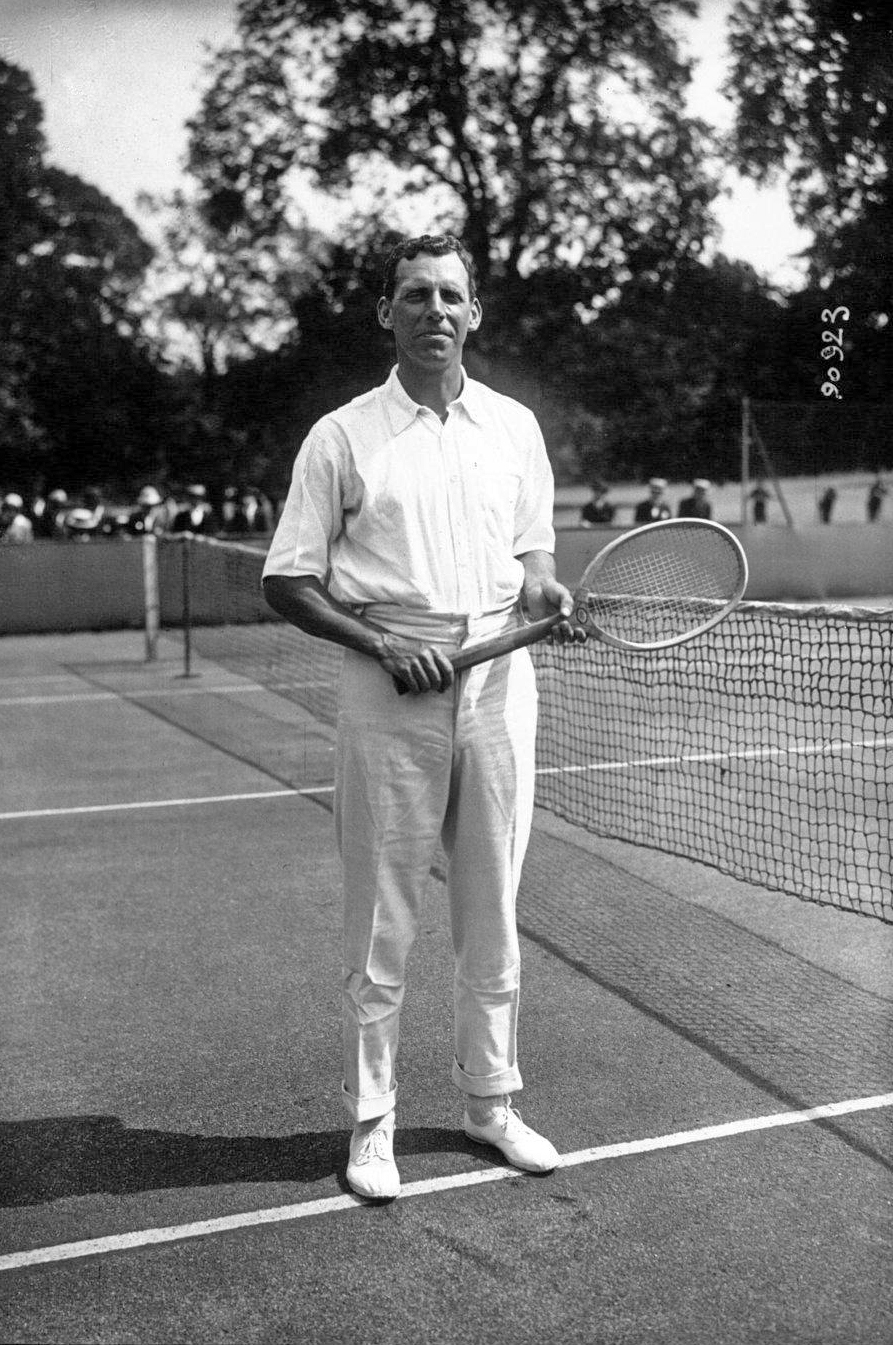
Sydney Jacob, jeden z indyjskich tenisistów na igrzyskach w 1924

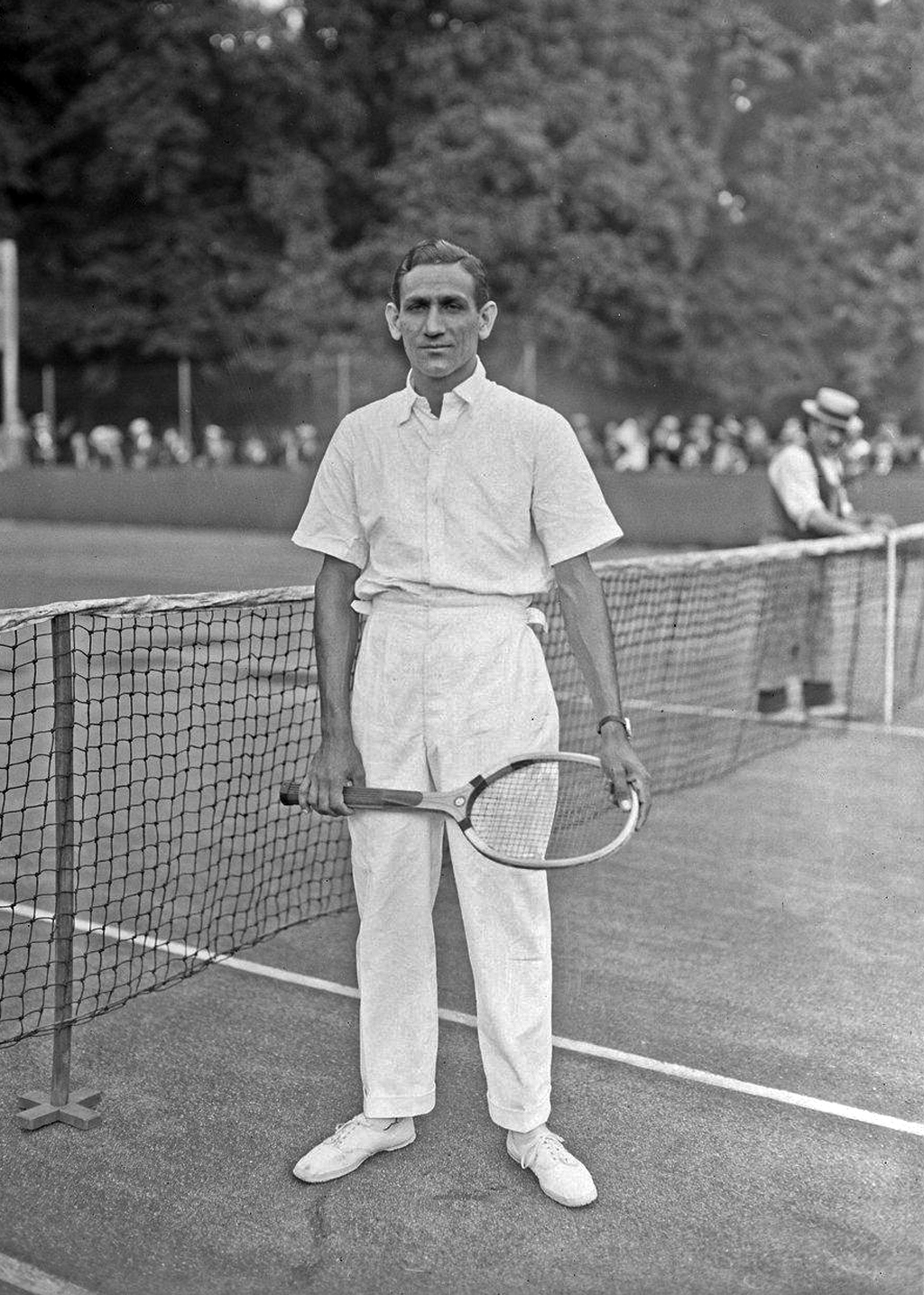
Mohammed Sleem, jeden z indyjskich tenisistów na igrzyskach w 1924

Indie Brytyjskie na Letnich Igrzyskach Olimpijskich 1924 reprezentowało 13 zawodników: 12 mężczyzn i 1 kobieta. Był to 3. start reprezentacji Indii na letnich igrzyskach olimpijskich.
Najmłodszym indyjskim zawodnikiem na tych igrzyskach był 20-letni lekkoatleta, Terence Pitt, a najstarszym 44-letni tenisista, Sydney Jacob.

## Skład reprezentacji

### Lekkoatletyka
- James Hall
  - bieg na 100 m mężczyzn (odpadł w pierwszym biegu)
  - bieg na 200 m mężczyzn (odpadł w pierwszym biegu)

- Will Hildreth
  - bieg na 100 m mężczyzn (odpadł w pierwszym biegu)
  - bieg na 200 m mężczyzn (odpadł w pierwszym biegu)

- Terence Pitt
  - bieg na 100 m mężczyzn (odpadł w pierwszym biegu)
  - bieg na 200 m mężczyzn (odpadł w pierwszym biegu)
  - bieg na 400 m mężczyzn (odpadł w ćwierćfinałach)

- Pala Singh
  - bieg na 1500 m mężczyzn (odpadł w półfinale)
  - bieg na 5000 m mężczyzn (odpadł w półfinale)
  - bieg na 10 000 m mężczyzn (nie ukończył)

- Mahadeo Singh
  - maraton mężczyzn (29. miejsce)

- Cheruvari Lakshmanan
  - bieg na 110 m przez płotki mężczyzn (odpadł w pierwszym biegu)

- Dalip Singh
  - skok w dal mężczyzn (14. miejsce)

### Tenis ziemny
- Sydney Jacob
  - gra pojedyncza mężczyzn (5. miejsce)
- Mohammed Sleem
  - gra pojedyncza mężczyzn (17. miejsce)
- Syed Hadi
  - gra pojedyncza mężczyzn (33. miejsce)
- Athar Ali Fyzee
  - gra pojedyncza mężczyzn (33. miejsce)
- Syed Hadi i Donald Rutnam
  - gra podwójna mężczyzn (5. miejsce)
- Sydney Jacob i Mohammed Sleem
  - gra podwójna mężczyzn (29. miejsce)
- Nora Polley
  - gra pojedyncza kobiet (9. miejsce)
- Sydney Jacob i Nora Polley
  - gra mieszana (9. miejsce)